# Ids Postma
Ids Postma, né le 28 décembre 1973 à Dearsum, est un patineur de vitesse néerlandais notamment médaillé d'or sur 1 000 mètres et d'argent sur 1 500 mètres aux Jeux olympiques d'hiver de 1998. Il est aussi cinq fois champion du monde.

## Biographie
En 1994, lors de sa première année chez les seniors, Ids Postma surprend en se classant deuxième aux Championnats du monde toutes épreuves. Il répète ce résultat en 1996, et remporte les 5 000 mètres des premiers championnats du monde sur distance simple la même année. En 1997, il remporte les championnats toutes épreuves d'Europe et du monde. En novembre 1997, il est le premier à passer sous 1 min 50 s sur 1 500 mètres mais il garde le record du monde pendant moins d'un jour. Aux Jeux olympiques d'hiver de 1998 à Nagano au Japon, Postma est favori sur 1 500 mètres. Il est cependant médaillé d'argent derrière le Norvégien Ådne Søndrål. Il participe sans ambitions au 1 000 mètres et surprend en prenant le titre olympique. Postma est ensuite champion du monde sur 1 500 mètres en 2000 et 2001. Il annonce en 2004 qu'il arrête le patinage pour travailler dans la ferme familiale. En 2009, il se marie avec la patineuse de vitesse allemande Anni Friesinger.

## Records personnels
| Distance      | Temps          | Année |
| ------------- | -------------- | ----- |
| 500 mètres    | 35 s 99        | 2002  |
| 1 000 mètres  | 1 min 9 s 15   | 2002  |
| 1 500 mètres  | 1 min 45 s 41  | 2002  |
| 5 000 mètres  | 6 min 32 s 92  | 2000  |
| 10 000 mètres | 13 min 45 s 91 | 1998  |